# Старен
Старен или Стирен, изместно и с турската си форма Стареджик (на гръцки: Πολύλιθο, Полилито, катаревуса Πολύλιθον, Полилитон, до 1927 година Στάρεντζικ, Стареджик) е обезлюдено село в Република Гърция, разположено на територията на дем Неврокоп (Неврокопи) в област Източна Македония и Тракия.

## География
Старен се намира на югозападните склонове на Родопите и попада в историко-географската област Чеч. Съседните му села са Кашица, Малошийца, Костен, Колярба и Добряджил. През селото минава река Каминорема, която се влива в Малошийската река.

## История

### Етимология
Според Йордан Н. Иванов името Стирен е вероятно от начално жителско име *Стиряне от местното име *Стир, от диалектна форма на щир, вид трева с ш в с поради свръхстарателност.

### В Османската империя
В откъс от списък на населените места с регистрирани имена на главите на домакинствата, съставен между 1498 и 1502 година, в село Истарани са регистрирани 19 немюсюлмански домакинства и 6 неженени. В съкратен регистър на санджаците Паша, Кюстендил, Вълчитрън, Призрен, Аладжа хисар, Херск, Изворник и Босна от 1530 година са регистрирани броят на мюсюлманите и немюсюлманите в населените места. Регистрирано е и село Истрани с 14 немюсюлмански семейства. В подробен регистър на санджака Паша от 1569-70 година е отразено данъкоплатното население на Странян както следва: мюсюлмани - 1 неженен; немюсюлмани - 1 семейство. В подробен регистър за събирането на данъка авариз от казата Неврокоп за 1723 година от село Истиран за плащане са зачислени 3 от общо 7 мюсюлмански домакинства.
В XIX век Стареджик е мюсюлманско село в Неврокопска каза на Османската империя. В „Етнография на вилаетите Адрианопол, Монастир и Салоника“, издадена в Константинопол в 1878 година и отразяваща статистиката на населението от 1873 година, Старен (Staren) е посочено като село с 9 домакинства и 30 жители помаци. Според Стефан Веркович към края на XIX век Стареджик (Стирен) има помашко мъжко население 30 души, което живее в 9 къщи.
Съгласно статистиката на Васил Кънчов („Македония. Етнография и статистика“) към 1900 година в Стиренъ живеят 66 българи мохамедани в 25 къщи. Същевременно Кънчов отбелязва село Сърдчанъ с 350 жители българи мохамедани.

### В Гърция
През Балканската война в 1912 година в селото влизат български войски. По данни на БПЦ, към края на 1912 и началото на 1913 година в Старен живеят 15 семейства или общо 90 души.
След Междусъюзническата война селото остава в Гърция. Според гръцката статистика, през 1913 година в Стареджик (Στάρεντζικ) живеят 108 души. Към 1920 година в селото живеят 64 души.
През 1923 година жителите на Старен са изселени в Турция. През 1927 година името на селото е сменено от Старедзик (Στάρεντζικ) на Полилитон (Πολύλιθον), но в селото не са заселени гръцки бежанци от Турция.
| Година    | 1913 | 1920 | 1928 | 1940 | 1951 | 1961 | 1971 | 1981 | 1991 | 2001 | 2011 | 2021 |
| --------- | ---- | ---- | ---- | ---- | ---- | ---- | ---- | ---- | ---- | ---- | ---- | ---- |
| Население | 108  | 64   |      |      |      |      |      |      |      |      |      |      |